# Over The Hills And Far Away: The Great Ones
Over The Hills And Far Away The Great Ones es un EP- reedición del grupo Finlandés de Metal Sinfónico Nightwish, es una versión del original Over the Hills and Far Away pero con distinto contenido. El objetivo de este EP es, en palabras de Tuomas Holopainen, el líder del grupo, "llevar a la luz canciones que debieron hacerlo en su momento"

## Lista de canciones
El disco está compuesto por 8 Tracks de B-Sides y versiones de alguna canción:
- Over The Hills And Far Away
- 10th Man Down
- White Night Fantasy
- Astral Romance (New Version)
- Sleeping Sun (New Version)
- Where Were You Last Night
- Live To Tell The Tale
- Away
- Sleepwalker (New Version)
- A Return To The Sea
- Nightwish

Aún no hay fecha concreta para la reedición, pero Nuclear Blast aclaró que será antes de finales de 2009.
- Datos: Q6054887